# Nosopsyllus atlantis
Nosopsyllus atlantis är en loppart som beskrevs av Jordan 1937. Nosopsyllus atlantis ingår i släktet Nosopsyllus och familjen fågelloppor. Inga underarter finns listade i Catalogue of Life.